# Rivière Saint-Charles
Der Rivière Saint-Charles ist ein linker Nebenfluss des Sankt-Lorenz-Stroms in der Verwaltungsregion Capitale-Nationale der kanadischen Provinz Québec.

## Flusslauf
Der Rivière Saint-Charles bildet den Abfluss des 20 km nördlich von Québec gelegenen abflussregulierten Lac Saint-Charles. Er fließt in südlicher Richtung, anfangs stark mäandrierend, nach La Haute-Saint-Charles, einem nordwestlichen Stadtteil von Québec. Später wendet er sich allmählich nach Osten. Sein Flusslauf liegt vollständig innerhalb der Stadtgrenzen von Québec. Auf dem letzten Drittel seiner Fließstrecke durchfließt er die Innenstadt von Québec und mündet schließlich nördlich der Altstadt von Québec in den Sankt-Lorenz-Strom. Der Fluss hat eine Länge von etwa 35 km. Sein Einzugsgebiet umfasst 513 km². Es ist mit 350.000 Einwohnern das am dichtesten besiedelte Einzugsgebiet in der Provinz Québec.
Dem ganzen Flusslauf folgt der Parc linéaire des rivières Saint-Charles et du Berger. In der Nähe von Wendake liegt der 28 m hohe Wasserfall Kabir Kouba.